# Locotoi
Locotoi (Lokotui) ist eine osttimoresische Aldeia im Suco Fahisoi (Verwaltungsamt Lequidoe, Gemeinde Aileu). 2015 lebten in der Aldeia 359 Menschen.

## Geographie und Einrichtungen
Die Aldeia Locotoi liegt im Südosten des Sucos Fahisoi. Nördlich befindet sich die Aldeia Dailorluta und westlich die Aldeia Tatilisame. Im Osten grenzt Locotoi an den Suco Hautoho, im Südosten an den Suco Acubilitoho und im Süden an den Suco Namolesso. Die Nordgrenze Locotois bildet grob die Hauptstraße des Sucos, die ihn von Ost nach Nordwest entlang des Gipfels eines Bergrückens durchquert. Nur im Nordwesten überquert die Aldeia Locotoi die Straße und reicht bis auf den Nordhang. Ansonsten nimmt Locotoi den gesamten Südhang bis zum Ufer des Coioiai ein. Der Fluss gehört zum System des Nördlichen Laclós.
Das Dorf Locotoi im Nordwesten der Aldeia, an der Hauptstraße, ist ein Ortsteil von Lequidoe, dem Hauptort des Sucos. Hier befinden sich ein Wassertank und „Jugendhaus des Kreuzes“ (Uma Cruz Jovem). Östlich des Dorfes Locotoi schließt sich das Dorf Dailorluta an, das mit seinen Gebäuden über die Straße in die Aldeia Locotoi hineinreicht.